# テリー・ブロス
テリー・ブロス（英語: Terry Bross, 本名：テレンス・ポール・ブロス（Terrence Paul Bross）1966年3月30日 - ）は、アメリカ合衆国テキサス州エルパソ出身の元プロ野球選手（投手）。

## 経歴

### プロ入り前
ニューヨークのセント・ジョンズ大学時代は野球とバスケットボールで活躍。

### プロ入りとメッツ時代
1987年のMLBドラフト13巡目でニューヨーク・メッツから指名され、入団。
1991年にメジャーデビューし、同年は8試合に登板。

### ジャイアンツ時代
1993年にサンフランシスコ・ジャイアンツで2試合登板。メジャー通算成績は10試合で計12イニングを投げ、0勝0敗0セーブ、防御率3.00。

### ヤクルト時代
1995年に2月にアリゾナ州ユマでヤクルトスワローズが行った春季キャンプでの外国人選手の入団テストに参加して合格し入団。入団時に年俸4000万円と聞いて「そんなにもらえるのか」と驚いたというほど、当時にしては珍しいハングリー精神の持ち主であった。同年9月9日の読売ジャイアンツ戦でノーヒットノーランを達成し（大森剛への死球で完全試合は逃した）、これによって巨人の自力優勝が消滅した。9月30日に本拠地である神宮球場での巨人戦で完封勝利し胴上げ投手となった（最後の打者は松井秀喜でセンターフライ）。このように、この年の巨人戦にはめっぽう強く、5勝0敗防御率0.23で(39回1/3で失点はNPB初登板した4月9日の後藤孝志のプロ初本塁打（ソロ）のみ）カモにした（先発5試合、救援3試合。勝利は全て先発)。最終的にNPB1年目は、長身から投げ下ろす速球と親指と人差し指ではさむ独特のフォークボールを武器に14勝を挙げ、4試合連続2ケタ奪三振も記録し、最優秀防御率のタイトルを獲得するなど、前評判の悪かったヤクルトを日本シリーズ優勝に導く原動力となる。
1996年以降は、上から投げ下ろす投球フォームゆえにモーションを盗まれることが多く、打球処理が苦手という弱点を突かれるようになり、更に足の故障の影響もあり成績は低迷した（3年目は投手陣の調整が遅れた影響もあり2年連続の開幕投手に指名された）。ヤクルト時代、ベンチから敬遠の指示を受けたが「（暴投などをせずに指示通り敬遠をする）自信がない」と敬遠を拒否したことがある。バッテリーを組んでいた古田敦也は「体でっかいけど気は優しい」「5回ぐらい投げて勝ち投手の権利が発生するとどっか痛いと言い出す」と後年彼を評しており、現役時代に古田自身はブロスからマウンド上で優しく励ますことは止めて罵倒して奮い立たせるように頼まれ、これに応じたという。

### 西武時代
1998年に西武ライオンズに移籍するが、オープン戦からオリックス・ブルーウェーブの当時の監督である仰木彬により、5連続セーフティバントを仕掛けられるなど、ヤクルト時代からの弱点を攻撃され、期待された活躍をすることは出来なかった。
1999年は一軍登板のないまま退団した。
巨人や日本ハムファイターズに在籍していた晩年の落合博満との対戦では、初年度こそ抑えてたもの翌年以降は打ち込まれるケースが多く苦手としていた。1996年には500号本塁打、1998年には現役最終弾を被弾した。

### 引退後
引退後はアリゾナ州にあるスポーツ・マネジメント会社 Gaylord Sports Management で代理人として活動している。

## 詳細情報

### 年度別投手成績
| 年 度    | 球 団    | 登 板 | 先 発 | 完 投 | 完 封 | 無 四 球 | 勝 利 | 敗 戦 | セ 丨 ブ | ホ 丨 ル ド | 勝 率 | 打 者 | 投 球 回 | 被 安 打 | 被 本 塁 打 | 与 四 球 | 敬 遠 | 与 死 球 | 奪 三 振 | 暴 投 | ボ 丨 ク | 失 点 | 自 責 点 | 防 御 率 | W H I P |
| -------- | -------- | ----- | ----- | ----- | ----- | -------- | ----- | ----- | -------- | ----------- | ----- | ----- | -------- | -------- | ----------- | -------- | ----- | -------- | -------- | ----- | -------- | ----- | -------- | -------- | ------- |
| 1991     | NYM      | 8     | 0     | 0     | 0     | 0        | 0     | 0     | 0        | --          | ----  | 39    | 10.0     | 7        | 1           | 3        | 0     | 0        | 5        | 0     | 0        | 2     | 2        | 1.80     | 1.00    |
| 1993     | SF       | 2     | 0     | 0     | 0     | 0        | 0     | 0     | 0        | --          | ----  | 10    | 2.0      | 3        | 1           | 1        | 0     | 0        | 1        | 0     | 0        | 2     | 2        | 9.00     | 2.00    |
| 1995     | ヤクルト | 32    | 24    | 5     | 3     | 0        | 14    | 5     | 0        | --          | .737  | 646   | 162.1    | 114      | 6           | 57       | 0     | 3        | 139      | 9     | 1        | 43    | 42       | 2.33     | 1.05    |
| 1996     | ヤクルト | 23    | 21    | 2     | 1     | 0        | 7     | 12    | 0        | --          | .368  | 571   | 137.0    | 115      | 16          | 43       | 1     | 3        | 97       | 5     | 0        | 61    | 55       | 3.61     | 1.15    |
| 1997     | ヤクルト | 23    | 21    | 0     | 0     | 0        | 7     | 8     | 0        | --          | .467  | 524   | 115.1    | 129      | 16          | 56       | 0     | 0        | 89       | 5     | 1        | 73    | 64       | 4.99     | 1.60    |
| 1998     | 西武     | 11    | 7     | 0     | 0     | 0        | 2     | 3     | 0        | --          | .400  | 179   | 42.1     | 35       | 9           | 23       | 0     | 1        | 28       | 3     | 1        | 28    | 27       | 5.74     | 1.28    |
| MLB：2年 | MLB：2年 | 10    | 0     | 0     | 0     | 0        | 0     | 0     | 0        | --          | ----  | 49    | 12.0     | 10       | 2           | 4        | 0     | 0        | 6        | 0     | 0        | 4     | 4        | 3.00     | 1.17    |
| NPB：4年 | NPB：4年 | 89    | 73    | 7     | 4     | 0        | 30    | 28    | 0        | --          | .517  | 1920  | 457.0    | 393      | 47          | 179      | 1     | 7        | 353      | 22    | 3        | 205   | 188      | 3.70     | 1.25    |

- 各年度の太字はリーグ最高

### タイトル
NPB
- 最優秀防御率：1回 （1995年）

### 表彰
NPB
- 月間MVP：2回 （投手部門：1995年4月、1995年9月）
- 最優秀バッテリー賞：1回 （1995年 捕手：古田敦也）
- 日本シリーズ優秀選手賞：1回 （1995年）

### 記録
NPB
- 初登板・初先発・初勝利：1995年4月9日、対読売ジャイアンツ3回戦（東京ドーム）、5回1失点
- 初完投勝利：1995年4月30日、対阪神タイガース6回戦（阪神甲子園球場）、9回1失点
- 初完封：1995年8月19日、対読売ジャイアンツ20回戦（東京ドーム）
- ノーヒットノーラン：1回 （1995年9月9日、対読売ジャイアンツ22回戦、東京ドーム）　※史上62人目
- 初本塁打：1996年4月29日、対広島東洋カープ4回戦（広島市民球場）、近藤芳久からソロ

### 背番号
- 46 （1991年）
- 37 （1993年）
- 24 （1995年入団時。3月に吉井理人が入団して24を着けたため、代わって近鉄に移籍した西村龍次が着用していた29に変更）
- 29 （1995年 - 1997年）
- 33 （1998年 - 1999年）